# منتخب رومانيا لكرة الصالات
منتخب رومانيا الوطني لكرة قدم الصالات هو ممثل رومانيا الرسمي في المنافسات الدولية في كرة الصالات .